# 梅济耶尔 (阿登省)
梅济耶尔（法語：Mézières，發音：[mezjɛʁ] ⓘ）是法国阿登省的一个旧市镇。1965年，市镇勒特并入梅济耶尔。1966年，沙勒维尔与邻近的4个市镇合并为市镇沙勒维尔-梅济耶尔。

## 地理
梅济耶尔（49°45'39.06"N, 4°42'59.49"E）面积5.77 平方千米，位于法国大東部大區阿登省，该省份为法国北部内陆省份，西接埃纳省，南至马恩省，东临默兹省，北与比利时接壤。
梅济耶尔的时区为UTC+01:00、UTC+02:00（夏令时）。

## 行政
梅济耶尔的邮政编码为08000，INSEE市镇编码为08290。

## 人口
梅济耶尔于1962年时的人口数量为11799人。